# Filemón de Colosas
Filemón († 68) es un cristiano de las primeras comunidades, cabeza de la Iglesia en Colosas, y a quien Pablo destina una de sus cartas. Dicha carta, que lleva su nombre, hace parte de los textos canónicos del Nuevo Testamento de la Biblia.
Al convertirse al cristianismo, Filemón vivía en Colosas, junto a su esposa Apia. Al parecer eran ricos, porque poseían algunos esclavos, entre ellos Onésimo, el cual se había escapado de su amo, y es el motivo por el que Pablo le escribió la carta: para que Filemón acogiera a Onésimo ya no como esclavo, sino como hermano en la fe de Cristo. En su casa, Filemón acogía una comunidad cristiana. Según se deduce de la carta escrita por Pablo, debía ser un signo de fortaleza y ejemplo de fe para los cristianos de Colosas.
La tradición señala que Filemón fue uno de los setenta discípulos escogidos por Jesús para la predicación evangélica, junto a otros miembros de su familia, entre ellos, Arquipo, también mentado en la carta a Filemón. Las iglesias de Colosas y de Gaza lo mencionan en su episcopologio, como obispo fundador de ambas diócesis. Asimismo, la Iglesia lo venera como mártir, junto a la memoria de su mujer Apia y del esclavo Onésimo, que serían objeto de la persecución del emperador Nerón y padecerían el martirio hacia el año 68. El Martirologio romano señala la fiesta, para la Iglesia católica, junto con la memoria de su esposa Apia, el 22 de noviembre, mientras que la Iglesia ortodoxa la celebra en varias fechas: el 4 de enero, junto a la de los otros 69 discípulos de Cristo, el 19 de febrero, el 6 de julio y el 22 de noviembre. La Iglesia apostólica armenia lo conmemora el 5 de junio; y los luteranos, el 19 de febrero.